# Красный Ключ (родник)
Красный Ключ (баш. Ҡыҙыл шишмә) — один из крупнейших по дебиту (14,88 м³/сек) и величине родников в мире, находится в Нуримановском районе Башкортостана. Входит в состав особо охраняемой природной территории регионального значения «Источник Красный Ключ».
До 1917 года назывался Белый Ключ — из-за белёсого оттенка воды источника.
Красный Ключ — самый крупный источник питьевой воды в России, и один из крупнейших в Европе и мире.
Расположен на юго-западной окраине Уфимского плато, на левом берегу реки Уфы.

## Описание
Красный Ключ — уникальное явление природы по характеру происхождения и режиму действия. Карстовые воронки образовались десятки тысяч лет тому назад. Красный Ключ представляет выход на поверхность мощных водных потоков, циркулирующих в глубинных карстовых каналах и расщелинах бассейна реки Яманелга, которая берёт начало на склоне хребта Каратау. В 8 км от истока река переходит в подземное русло. Далее 40 км течёт в карстовых ходах. Лишь в 16 км от устья она вновь становится наземной рекой. Но наиболее крупным очагом разгрузки подземной Яман-Елги является Красный Ключ.
Выход мощного потока воды происходит со дна двух огромных соединившихся карстовых воронок. Глубина меньшей воронки — 20 м, глубина действующей воронки — 38 метров.
В зимнее время воды Красного Ключа обогревают реку Уфу, от места впадения которого образуется полынья на протяжении 13 км. Здесь каждый год зимуют перелётные водоплавающие птицы — утки.

## Характеристика воды
Вода пресная, содержит большое количество извести, по химическому составу она гидрокарбонатно-кальциевая с минерализацией 0,18-1,20 г/л. В каждую секунду родник выбрасывает вместе с водой более 1 кг известняка. Вода прозрачная, зеленовато-голубого цвета с белёсым оттенком. Температура воды в роднике круглый год одинаковая — плюс 5—6 градусов.

## Хозяйственное использование
В начале XIX в. на источнике была построена водяная мельница, в конце XIX в. — небольшая электростанция, энергия которой использовалась бумажной фабрикой в посёлке Красный Ключ, действовавшей до середины 1970-х гг. В конце 1990-х гг. часть воды источника бутилируется. В начале 2000-х гг. на водотоке из Красного Ключа в реку Уфу построены плотина и малая ГЭС мощностью 200 кВт.

## Спуск дайверов
Подводный клуб «Русский дайвинг» организовал изучение источника Красный Ключ с помощью водолазов-дайверов в 2002 году. Дайверы осуществляли погружение в воды родника, исследовали его глубины, делали подводную съёмку.
Рассказ участника экспедиции:

Нам известно, что максимальная глубина озера под стеной около 40 метров. Приближаясь к отметке 30 метров, чувствуешь, как тебя начинает тащить вверх и прочь от стены… Здесь между стеной и дном начинается широкая ниша. Где-то в её глубине находится проход, через который с силой вырывается вода, зажатая камнем… Если руки отпустить, сразу улетишь. Наконец появляется горло источника. В каменной стене зияет чёрное окно размером метр на метр двадцать.
Из этого окна вместе с водой вылетает галька, словно выпущенная из рогатки.

Очень хочется заглянуть внутрь, но тут же начинает срывать маску, заливая её водой. Само «горло» просматривается метров на пять наклонно вниз. За ним чернота, похожая на расширение …

## Галерея
- Озеро
- Общий вид
- Зимой
- Выход воды родника Красный Ключ из под МГЭС
- Озеро источника
- Родник Красный Ключ